# Milagros de Navidad
Milagros de Navidad es un melodrama de antología estadounidense producida por Telemundo Studios para Telemundo. El unitario está compuesto por capítulos independientes que tienen como hilo conductor los conflictos que los inmigrantes latinos viven en los Estados Unidos durante la temporada navideña. Cada capítulo retrata a sus protagonistas en situaciones que pueden resultar desafiantes, sin embargo, la felicidad, la unidad familiar y la fe, siempre triunfarán gracias a un milagro de Navidad.
El avance completo de la serie fue lanzado a Telemundo el 23 de noviembre de 2017 durante la transmisión del Macy's Thanksgiving Day Parade.

## Elenco
- Sonya Smith como Soledad de  Bustamante
- Alejandro Speitzer como Randolfo Méndez "Randy"
- Gabriel Valenzuela como Tomás Bustamante
- Carlos Guerrero como Douglas Méndez
- Fabián Hernández como Tuerto
- Gabo López como Lucas Alaya
- Alma Itzel Méndez como Gema
- Carmen Aub como Mariana Ramírez
- Lambda García como Amaro Carpio
- Tony Garza como Jiménez López
- Aarón Alonso como Misael
- Carlos Álvarez como Oficial Baltasar
- Alejandro Antonio como Padre de Gaspar
- Sergio García como Antonio
- David González como Inmigrante
- Ian Inigo como Juanito
- Paloma Morales como Ana
- Geraldine Moreno como Inmigrante
- Ricardo Martín Olivera como Dr. Melchor
- Gustavo Ramirez como Oficial de inmigración
- Hansel Ramírez como Obrero
- Christian Adrián como Andrés Rodríguez
- Ximena Duque como Lucía Rodríguez
- Héctor Soberón como Juez Márquez
- Rodrigo de la Rosa como Ramón Rodríguez
- Dante Bartolotta como Policía
- Willy Martín como Juan
- Gabriel Rossi como Daniel García
- Lupita Ferrer como Señora María Collins
- Mariet Rodríguez como Diana Collins
- Carlos Santos como Jorge Collins
- Ahrid Hannaley como Casey
- Nicolás Maglione como Ángel García
- Diana Franco como Gloria
- Osvaldo Strongoli como Paul
- Eduardo Wasveiler como Licenciado
- Daniela Navarro como Carmen
- Noah Rico como Toño
- Mijail Mulkay como Esposo de Claudia
- Wanda D'Isidoro como Claudia
- Ricardo Chávez como Álvaro
- Jorge Consejo como Julio
- Salim Rubiales como Amigo de Álvaro
- Litzy como Mónica Johnson
- Martín Fajardo como Diego Johnson
- Ana Wolferman como Gabriela Johnson
- Kevin Cabrera como Felipe Johnson
- Raúl León como Policía Oficial
- Alberto Pujol como El Camionero
- Pamela Restrepo como Stephanie
- Rodolfo Salas como Mr. Johnson
- Esteban Villareal como Priest
- Leo Deluglio como Benjamin Sánchez
- Vivianne Ligarde como Eliana Sánchez
- Eduardo Román como Victor Valdéz
- Rebeca Badia como Cristina
- Carolina Alaya como Jennifer Valdéz
- Carlos Alfredo Jr. como Amigo
- Licia Alonso como Mercedes "Meche"
- Sofia Checchi como Mariana
- Feodor Falcon como John
- Yaret Lora como Samantha
- Miguel Melo como Armando
- Carola Parmejano como Alejandra
- Roman Phillips como Ramiro
- Orlando Pineda como Juan Carlos
- John Solis como Marcos
- Jorge Luis Pila como Rafael
- Vanessa Villela como Margaret Anderson
- Bibiana Navas como Elsa Benítez
- Kiara Beltran como Mandy
- Emanuel Gironi como George
- Laura Ibeth como Martha
- Elisa Nieto como Neighbor
- Stephanie Rojas como Latina
- Paulo César Quevedo como Rubén López
- Ana González Olea como Ana "Anita" González
- Carlos Gastellum como Padre Elias
- Martha Pabón como Isabel
- Samantha Lopez como Marisol López
- Flor Elena González como Irina Bastidas
- Xavier Coronel como Fernando Díaz
- Nathalia Lares como Juana "Juanita"
- Randolph Melgarejo como Policía Hielo
- Yamil Sesin como Horacio Pestana
- Gloria Peralta como Marina Fernández
- Adrián Carvajal como Homero Fernández
- Laura Vieira como Gloria López
- Gaby Borges como Leticia
- Simone Marval como Eliza
- Claudio Giúdice como Licenciado Perry
- Kevin D. Miller como Vecino
- Rubén Morales como Doctor
- Samadhi Zendejas como Candelaria Cruz
- Enrique Montaño como Santiago
- Miranda Coiman como Naty Cruz
- Isabel Moreno como Doña Cata
- Eduardo Serrano como Don Joaquin
- Rolando Tarajano como Rubén Perales
- Luis Carreño como Doctor
- Jalymar Salomón como Loreto Vargas
- Yina Vélez como Clara
- Laura Flores como Lupe
- Bobby Larios como Ramón González
- Paulina Matos como Lorena González
- Eduardo Ibarrola como Don Miguel
- Martín Fajard como Alberto González
- John Diaz como Uriel González
- Frank Fernandez como Leonardo
- Keller Wortham como John
- Isabella Castillo como Marina
- Rafael Romero como Iturralde Pérez
- Victor Corona como Pedro
- Anastasia Mazzone como Martha Ramirez
- Patrcia Álvarez como Madre de Marina
- Natasha Domínguez como Elisa Romero
- Gabriel Rossi como Mike
- Ricardo Álamo como Manny
- Silvana Arias como Lolita
- Carlos Acosta-Milian como El Cliente
- Luke Grande como El Tuercas
- Steven Chapman como Joe
- Manolo Coego, Jr. como Don José Ángel
- Marie Ann De Armas como Hermana de Mike
- Cristina Figarola como Licenciada Luz Becerra
- Eunice Navares como Doña Ximena
- Rosalinda Serfaty como Beverly Wallis
- Gabriel Porras como José Vargas
- Sabrina Seara como Carol Smith
- Javier Valcárcel como Christopher Smith
- Ana Sobero como María Vargas
- Guillermo HernandezcomoYeo como Padre de José
- Adrian J. Matos como Hermano de José
- Beatriz Monroy como Madre de José
- Karla Peniche como Jesusita Vargas
- Gonzalo Zulueta como Nick Smith
- Elizabeth Gutiérrez como Lolita Martínez
- Samantha Siqueiros como Kathy Martínez
- Martha Mijares como Doña Roberta Martínez
- Javier Valcárcel como John Louis
- Tangi Colombel como Oficial Johnson
- Federico Díaz como Oficial Mike Charles
- Rodolfo Salas como Oficial James
- Ed Trucco como Tom
- Gonzalo Zulueta como Tom (Joven)
- Alexandra Pomales como Karen Diaz
- Sandra Destenave como Elizabeth Castro
- Fabián Pizzorno como Frank Castro
- Ana Sobero como Marisela Diaz
- Anthony Alvarez como Tomás
- Andy Guze como Driver
- Kenya Hijuelos como Melissa
- Edward Nutkiewick como Judge
- Isabella Rivera como Sofia Diaz
- Rosalinda Serfaty como Oficina Comas
- Pepe Gámez como Jerry
- Stephanie Arcila como Rosa
- Beto Ruíz como Damián
- Lilian Tapia como Toña
- Leonardo Daniel como Don José Romero
- Marisela González como Rocío Sánchez
- Vico Escorcia como Margarita Sánchez
- Carlos Elías Yorvick como Fermin Acevedo
- Rogelio T. Ramos como César Sánchez
- Danny Pardo como José
- Roberto Arrizon como Pandillero
- Lina Contreras como Lilian
- Luis Richard Gómez como Thug
- Valentín Guereque como El Tuercas
- Monse Maldonado como Pandillera
- Alicia Machado como Juana León
- Jesús Moré como Ronald
- Tina Romero como Sofía
- Hope Díaz como Judge
- Paul Guerra como Amiga de Juana
- Ernesto Reyes como Amiga de Juana
- Alex Ruiz como Manolo

## Episodios
| N.º | Título                       | Dirigido por   | Escrito por                 | Fecha de emisión original | Audiencia (millones) |
| --- | ---------------------------- | -------------- | --------------------------- | ------------------------- | -------------------- |
| 1 | «Adiós soledad»              | Héctor Márquez | Luis Colmenares             | 27 de noviembre de 2017   | 1.07                 |
| San Francisco, California. Randy es un pandillero de 17 años que cruzó ilegalmente la frontera de los Estados Unidos para asesinar a su padre, el hombre que asesinó a su madre en México. Metido en problemas después de una pelea callejera con unos pandilleros, Randy (Alejandro Speitzer) conoce a Soledad (Sonya Smith), una enfermera, infeliz desde la muerte de su hijo y marido. A partir de ese momento, se forjara una relación entre ambos en el que Soledad intentará reconducir al joven Randy. |                              |                |                             |                           |                      |
| 2 | «Jesús nació en California»  | Jaime Segura   | Basilio Álvarez             | 28 de noviembre de 2017   | 1.08                 |
| Tijuana, México. Mariana Ramírez (Carmen Aub) huye junto a su amigo Amaro Carpio (Lambda García) de (Tony Garza), un abogado corrupto que secuestró y violó a Mariana durante meses. Embarazada por ello, Mariana y su amigo intentrán cruzar la frontera con el objetivo de que el futuro niño nazca en California y así poder lograr la residencia legal en los Estados Unidos. |                              |                |                             |                           |                      |
| 3 | «No lo deporten»             | Otto Rodríguez | Cristina Policastro         | 29 de noviembre de 2017   | 1.13                 |
| 4 | «Promesa navideña»           | Otto Rodríguez | Alex Echevarría             | 30 de noviembre de 2017   | 1.07                 |
| 5 | «Solos»                      | Arturo Manuitt | Sergio Mendoza              | 1 de diciembre de 2017    | 0.84                 |
| 6 | «El milagro del niño Diego»  | Arturo Manuitt | Patricia Rodríguez          | 4 de diciembre de 2017    | 1.10                 |
| 7 | «Adiós Benjamín»             | Jaime Segura   | Manuel Mendonza Arguinzones | 5 de diciembre de 2017    | 1.04                 |
| 8 | «Abriendo muros»             | Jaime Segura   | Yutzil Martínez Sifontes    | 6 de diciembre de 2017    | 1.14                 |
| 9 | «El regalo más grande»       | Héctor Márquez | Neida Padilla               | 7 de diciembre de 2017    | 1.10                 |
| 10 | «Navidad en urgencias»       | Arturo Manuitt | Sergio Mendoza              | 8 de diciembre de 2017    | 1.03                 |
| 11 | «La pesadilla de Candelaria» | Arturo Manuitt | Carolina Díaz               | 11 de diciembre de 2017   | 1.06                 |
| 12 | «Solo de arpa»               | Arturo Manuitt | Gilda Santana               | 12 de diciembre de 2017   | 1.05                 |
| 13 | «Un milagro en la cocina»    | Arturo Manuitt | Saida Santana               | 13 de diciembre de 2017   | 1.16                 |
| 14 | «Una sorpresa para Elisa»    | Arturo Manuitt | Carlos Roa                  | 14 de diciembre de 2017   | 1.28                 |
| 15 | «In-Feliz Navidad»           | Otto Rodríguez | Patricia Rodríguez          | 15 de diciembre de 2017   | 1.04                 |
| 16 | «Lolita»                     | Héctor Márquez | Verónica Suárez             | 18 de diciembre de 2017   | 1.02                 |
| 17 | «Llega mamá y yo presa»      | Héctor Márquez | Erick Hernández             | 19 de diciembre de 2017   | 1.14                 |
| 18 | «Hermanos»                   | Jaime Segura   | Consuelo Garrido            | 20 de diciembre de 2017   | 1.12                 |
| 19 | «Fervor en Noche Buena»      | Jaime Segura   | Cristina Policastro         | 21 de diciembre de 2017   | 1.13                 |
| 20 | «Perra Navidad»              | Jaime Segura   | Miguel Ángel Baquero        | 22 de diciembre de 2017   | 1.00                 |